# Танкосич, Воислав
Во́ислав (Во́йя) Та́нкосич (серб. Војислав (Воја) Танкосић; 16 октября 1881, Руклада, община Уб, Княжество Сербия — 2 ноября 1915, Трстеник, Королевство Сербия) — майор сербской армии, воевода четников, один из основателей движения «Чёрная рука», а также известный авантюрист, участвовавший в ряде важнейших событий сербской истории начала XX века. Один из сподвижников Драгутина Димитриевича (Аписа), кавалер ордена Звезды Карагеоргия с мечами.

## Биография

### Ранние годы
Воислав Танкосич — уроженец сербского города Руклада. О его раннем детстве мало что известно. Его семья родом из Боснийской Краины. Отец его — Павле Танкосич — медник, работал в Рукладе. Мать — Миля, намного моложе отца. Окончив начальную школу, Войя перехеал с родителями в Белград, где поступил во 2-ю Белградскую гимназию. Нет данных о том, окончил ли Войя гимназию или нет. В 1899 году он поступил в Военную академию в 32-й класс, окончил её в 1901 году и был зачислен в 6-й пехотный полк «Краљ Карол» («Король Карл»). В составе 15-го класса окончил Высшую школу Военной академии. По воспоминаниям сослуживцев, много читал, особенно книги по истории Сербии и беллетристику. В первые годы службы Танкосич познакомился с Драгутином «Аписом» Димитриевичем (Аписом), и это знакомство наложило свой отпечаток на всю его дальнейшую жизнь.
Согласно городской легенде, однажды Танкосич в одной из белградских кафан (кофеен) услышал, как посетители читали газетную статью: в ней британское правительство критиковало Сербию за то, что та не поддерживает Великобританию в англо-бурских войнах. Автором этой разгромной статьи был Уинстон Черчилль, который тогда занимался журналистикой. Танкосич, дочитав статью, вслух пообещал поколотить журналиста, который фактически поливал грязью Сербию. Долго ждать Танкосичу не пришлось: в один прекрасный день молодой Черчилль прибыл в Белград на поезде на пару часов, и вскоре весть о журналисте, «оплевавшем сербов», разнеслась по всему городу. Танкосич нашёл Черчилля в кафане «Греческая королева» на улице Князя Михаила и избил незадачливого журналиста, угрожая тому смертью, если подобная выходка повторится. Жандармы срочно увели Черчилля, сопровождая его вплоть до вокзала, а Черчилль после этого скандального инцидента ушёл из журналистики.

### Майский переворот
Начало XX века было периодом подъёма сербского национального движения. Подпоручик Танкосич вошёл в оппозиционный кружок генерала Йована Атанацковича, который занимался отправкой добровольцев в Старую Сербию в помощь движению четников. В 1903 году он также оказал помощь заговорщикам, готовившим государственный переворот: участники мартовских демонстраций смогли переправиться из Белграда через Дунай в принадлежавший Австро-Венгрии город Земун. В мае того же года Танкосич принял участие в перевороте, в ходе которого была свергнута династия Обреновичей, а король Александр и королева Драгица были зверски убиты. Считается, что Танкосич командовал взводом, расстрелявшим братьев королевы — Никодима и Николу Луневицев. Вскоре генерал Атанацкович стал адъютантом нового короля Петра Карагеоргиевича.

### Воевода четников

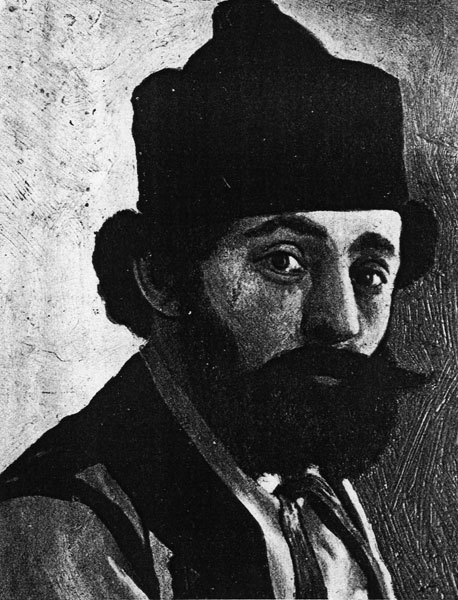
Воислав Танкосич — воевода четников

Как член организации четников, зимой 1903/1904 годов поручик Воислав Танкосич совершил путешествие в Старую Сербию и Македонию, посетив города Скопье, Битола и Салоники. Под видом хлеботорговца он собирал разведданные и организовывал партизанское (четническое) движение. В особенности, старался он развернуть сербскую пропаганду в Македонии — в Скопье, Битоле и Салониках (Солуни), — противодействуя пропаганде болгарской. Он прославился не только как талантливый организатор, но и как меткий стрелок. 16 апреля 1905 г. в битве при Челопеке (около македонского местечка Куманово) рота воеводы Саватие Милошевича, в которой сражался Танкосич, разбила наголову турецких аскеров. Уже затем Танкосич как воевода четников сражался в битве на Великой-Хоче. 6 июля 1905 г. Сербия и Болгария заключили союз, после чего Танкосич вернулся обратно в Сербию. За свои действия он был награждён Орденом Звезды Карагеоргия. Со второй половины 1905 по октябрь 1907 года он учился в Высшей военной академии. Окончив её, он был назначен начальником Горного штаба Восточного Повардаья (1907—1908) и возглавил четы на протяжении от сербской границы до реки Вардар. В 1908 году около села Страцин Танкосич руководил нападением на про-болгарскую чету ВМОРО, и это чудом не привело к новой сербско-болгарской войне. В июле 1908 года он вернулся в Белград.

### Чёрная рука
После аннексии Боснии и Герцеговины Австро-Венгрией в 1908 году Танкосич создал в Прокупле школу четников, куда принимались добровольцы, готовые выполнять специальные задания на территории Боснии и Герцеговины. Танкосич расширял зону действия школы и набирал добровольцев, готовых к неизбежному, по мнению Танкосича, столкновению с австро-венграми. Парадоксально действия Танкосича шли вразрез с политикой властей Сербии, которые опасались влияния Австро-Венгрии. В Сербии набралось целых 5 тысяч человек. По данным австро-венгерской прессы, в Сербии пребывала как минимум тысяча рот по 20 человек в каждой, и каждый из солдат носил по два ружья, одно из которых он готов был дать любому боснийскому сербу, готовому к восстанию. Набор добровольцев в Джуприи прекратился после того, как Сербия в 1909 году признала аннексию Боснии, но угроза конфликта не уменьшилась после этого.
Воислав был членом движения «Млада Босна», а также стал сооснователем организации «Единство или смерть», позднее получившей название «Чёрная рука» (она курировала деятельность организации «Млада Босна»). Он стал членом Верховной центральной управы этого движения: она состояла из 11 человек, и только её члены подписывались полными именами, а остальные имели порядковый номер и должны были подчиняться своему руководству. В соавторстве с Богданом Раденковичем и Любомиром Йовановичем-Чупом Танкосич написал устав движения. Целью «Чёрной руки» была «борьба за объединение сербства» (серб. борба за уједињење српства). На печати организации были изображены череп и кости, кинжал, бомба и сосуд с ядом. При вступлении в союз в письменном виде давалась торжественная клятва верности его идеям, подписывавшаяся кровью, а за нарушение клятвы грозила смертная казнь.
В проскрипционных списках «Чёрной руки» числились болгарский царь Фердинанд I, король Греции Константин I, черногорский князь (с 1911 года — король) Никола Негош и австрийский престолонаследник Франц Фердинанд.

### Балканские войны
В марте 1912 года перед началом Первой Балканской войны капитан Воислав Танкосич был командирован в штаб пограничных войск с целью вербовки добровольцев. Танкосич был очень требователен и строг к желающим сражаться: из 2 тысяч добровольцев им были отобраны всего 245 человек. В числе отсеянных был и Гаврило Принцип по причине слабого зрения. Перед самым началом войны Танкосич стал вооружать косовских албанцев и всех арнаутов, которые тогда считались союзниками Сербии по борьбе с Турцией: одним из его друзей стал полевой командир Иса Болетини, который в сербских источниках назывался «Болетинец» (серб. Бољетинац / Boljetinac).
В годы войны Танкосич командовал Лапским четническим отрядом. Первую атаку отряд предпринял за два дня до начала войны, атаковав вместе с арнаутами турецкой пост в Мердаре. Это расценивалось многими как самоуправство и начало войны без разрешения свыше, но существует версия, по которой «Чёрная рука» нанесла тем самым упреждающий удар, опасаясь того, что союзники не поддержат Сербию в войне. Четники вели бои в течение трёх дней, пока не прибыли регулярные сербские части. Сербы одержали победу, а четники первыми вошли в Приштину, положив начало освобождению Косово от турецкого владычества. Танкосич был награждён Орденом Звезды Карагеоргия с мечами и произведён в майоры.

### Первая мировая война

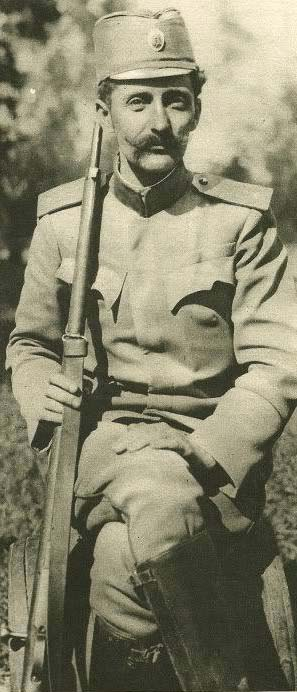
Майор Воислав Танкосич

Танкосич оказывал вместе со всеми членами «Чёрной руки» давление на правительство Сербии, во главе с Николой Пашичем, перед заключением Бухарестского мирного договора. Пашич попытался отправить Танкосича и Аписа на пенсию, но король воспротивился этому. В 1913 году произошло столкновение военных и гражданских властей, после чего некоторые министры стали открыто угрожать Танкосичу.
Воислав Танкосич принимал непосредственное участие в организации убийства 28 июня 1914 года эрцгерцога Франца Фердинанда в Сараево. Считается, что именно он передал Принципу и его сообщникам оружие и бомбы, а также какое-то время занимался их обучением. Террористы получили доступ к тайным каналам перехода границы с Австро-Венгрией. После убийства власти Австро-Венгрии 23 июля 1914 предъявили ультиматум сербским властям, в котором выдвинули следующее требование: «Срочно арестовать коменданта Воя Танкесича и некоего Милана Цигановича, чиновника сербской государственной службы, скомпрометированного результатами Сараевского расследования». В ответ на это власти перевели Танкосича в штаб Дунайской дивизии 1-го формирования. Отказ от выполнения требования был расценен властями Австро-Венгрии как отказ выполнять весь ультиматум, и в итоге Сербии была объявлена война.
В ходе Первой мировой войны командовал Белградским и Рудникским добровольческими отрядами. Участвовал в боях на Дрине (Восточная Босния, 1914 год), командуя Лимским добровольческим отрядом. Сражался на Лознице, у Крупаня и на Мачковом-Камне. Будучи в должности командира батальона, был смертельно ранен 31 октября 1915 года в боях под Пожаревацем во время отступления сербской армии. Умер 2 ноября 1915 года.

### Гибель
31 октября 1915 Воислав Танкосич, уже командовавший Лимским добровольческим отрядом и ставший командиром батальона, получил ранение в боях за Игриште у Велики-Поповича. От последствий ранения он скончался 2 ноября 1915 в возрасте 35 лет в Трстенике. Солдаты тайно похоронили его на Трстеникском кладбище, однако австрийцы вынудили их эксгумировать тело, чтобы по документам убедиться, что захороненным является Танкосич. После похорон в австро-венгерских газетах появилась фотография трупа Танкосича и статья, в которой сообщалось о кончине Танкосича, об убийстве престолонаследника, об отказе правительства от ультиматума, о развязанной войне, участии Танкосича в ней и его гибелью как наказании Сербии за дерзость.
Останки Танкосича перезахоронила его мать Миля при поддержке Объединения сербских четников на Новом кладбище в 1922 году.

## Память
- В честь майора Танкосича названы улицы в ряде сербских городов, в том числе в Нише[11] и Белграде (община Врачар)[12].
- В Косово есть село Танкосич, названное в честь майора.